# Depresiunea Jolotca
Depresiunea Jolotca este situată în partea de vest a munților Giurgeu, pe Râul Jolotca. Cuprinde o singură localitate: Jolotca. Resurse de cărbune brun și lignit.